# Лижма (Пряжинский район)
Ли́жма (карел. Lidžmi) — деревня в составе Святозерского сельского поселения Пряжинского национального района Республики Карелия.

## Общие сведения
Расположена на северо-западном берегу озера Лижменского.

## Население
Численность населения в 1905 году составляла 105 человек.
| 2002 | 2010 | 2013 |
| ---- | ---- | ---- |
| 11   | ↘6   | ↘5   |